# Rhynchocalamus
Rhynchocalamus är ett släkte av ormar. Rhynchocalamus ingår i familjen snokar.
Arterna är med en längd upp till 75 cm små och smala ormar. De förekommer i Mellanöstern. Individerna lever i torra landskap. De jagar små kräldjur och äter även ryggradslösa djur. Antagligen lägger honor ägg.
Arter enligt Catalogue of Life:
- Rhynchocalamus arabicus
- Rhynchocalamus barani
- Rhynchocalamus melanocephalus